# صوفي أباد
صوفي أباد (بالفارسية: صوفی‌آباد) هي قرية تقع في قسم آواجيق الجنوبي الريفي (مقاطعة تشالدران) في إيران. يقدر عدد سكانها بـ 19 نسمة .